# N29 (België)
De N29 is een belangrijke gewestweg in België, aangelegd in verschillende fasen tussen 1780 en 1830.
De weg verbindt Beringen via Diest, Tienen, Geldenaken en Fleurus met Charleroi en gaat daarmee door vijf Belgische provincies.
De weg heeft een lengte van ongeveer 94 kilometer. Dit is exclusief het gedeelte waarvan de route wordt onderbroken door de R26 en N2 bij Diest. Dit onderbroken gedeelte heeft een lengte van ongeveer 8 kilometer.

## Plaatsen langs de N29
- Beringen
- Diest
- Glabbeek en Bunsbeek
- Tienen
- Geldenaken
- Charleroi

## N29a
De N29a is een aftakking van de N29 bij de plaats Beringen. De route heeft een lengte van ongeveer 600 meter en verloopt via de Commelo en Bergske, waar net ten noorden van het viaduct van de N29 aangesloten wordt op de N717a.